# مانويل مارون
مانويل مارون (بالإنجليزية: Manuel Moroun)‏ هو رجل أعمال ملياردير أمريكي، من أصل لبناني. وهو مالك شركة سينترا التي تسيطر على جسر أمباسادور، المعبر الدولي الذي يربط ديترويت، ميشيغان مع وندسور، أونتاريو (معبر الحدود بين الولايات المتحدة وكندا). اشترى مارون الجسر من عائلة بور عام 1979.
ويقدر الآن أن الجسر يتراوح بين 1.5 و 3 مليار دولار. شركة سينترا، هي أيضا الهيئة المسيطره للنقل المركزي الدولي، (الناقل لوتل للنقل بالشاحنات) كما تمتلك مارون أيضا حصة في شركة ونيفرزال تروكلود سيرفيسز، وهي شركة قابضة للعديد من شركات النقل البري وشركات الخدمات اللوجستية (ونيفرزال آم-كان، وميسون ديكسون لينس، وإكونومي ترانسبورت، وكافالري لوجيستيكش، ولويسيانا ترانسبورتاتيون... الخ) مارون هو أيضا صاحب محطة ميشيغان المركزية المهجورة لحركة الركاب السكك الحديدية ومستودع روزفلت. قامت مؤخرا مجلة فوربس بإدراجه ضمن قائمة أغنى 321 أمريكيا.

## النشأة
ولد مانويل مارون في ديترويت من عائلة لبنانية. نشأ في الجانب الشرقي من ديترويت مع ثلاث شقيقات. ودير والده محطتي وقود في ديترويت، حيث عمل مارون قبل وأثناء المدرسة الثانوية. وذهب مارون إلى جامعة ديترويت اليسوعية الثانوية، وتخرج منها عام 1945.
في عام 1946 اشترى والده شركة كارترج المركزية، والتي أصبحت فيما بعد شركة النقل المركزي، وبدأ مارون العمل معه. خلال الكلية قام بتخفيف الدراسة بين جامعة نوتردام في جنوب بيند، إنديانا وديترويت للمساعدة في إدارة الشركة العائلية. تخرج في عام 1949 حاملًا درجة البكالوريوس في الكيمياء.

## الحياة الشخصية
مانويل مارون متزوج ولديه ابنٌ واحد يعيش في غروس بوينت شورز، ميشيغان